# Michaël Dudok de Wit

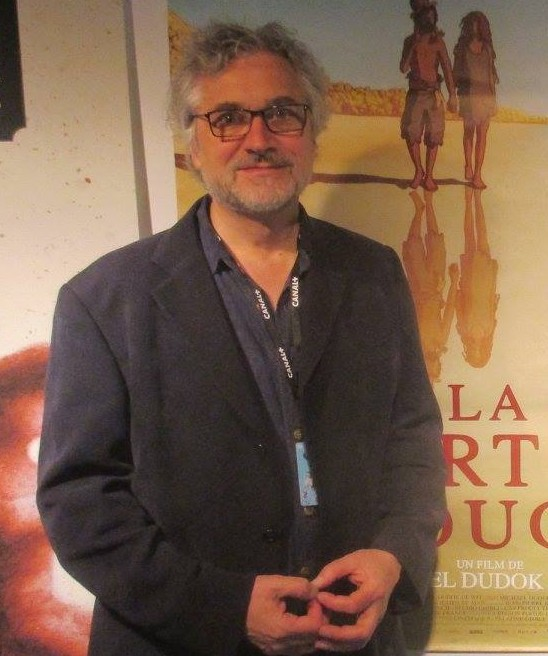
Michaël Dudok de Wit

Michaël Dudok de Wit, född 1953 i Abcoude, är en nederländsk filmregissör och illustratör. 
Han utbildade sig vid West Surrey College of Art och bosatte sig i London där han har arbetat med animerad reklamfilm. Hans personliga stil kännetecknas av kolteckning och laverad akvarellfärg. Hans kortfilm Le Moine et le poisson ("munken och fisken") från 1994 vann Cartoon d'or, Césarpriset för bästa kortfilm och blev nominerad till Oscar för bästa animerade kortfilm. Father and daughter ("far och dotter") från 2000 rönte stor internationell uppmärksamhet och vann bland annat Cartoon d'or, Grand prix vid Annecyfestivalen, Oscar för bästa animerade kortfilm och BAFTA-priset för bästa animerade kortfilm. Dudok de Wits första långfilm är The red turtle ("den röda sköldpaddan"), en fransk-japansk samproduktion som kom till på initiativ av Hayao Miyazaki.

## Filmregi
- The interview (1978)
- Tom Sweep (1992)
- Le Moine et le poisson (1994)
- Father and daughter (2000)
- The aroma of tea (2006)
- The Red Turtle (2016)